# Guyliane Bandou
Jean Guyliane Joris Bandou (ur. 21 kwietnia 1995) – maurytyjski zapaśnik walczący w stylu wolnym. Zajął 23. miejsce na mistrzostwach świata w 2014. Piąty na igrzyskach wspólnoty narodów w 2018 i siódmy w 2022. Siódmy na igrzyskach Afrykańskich w 2019. Piąty na mistrzostwach Afryki w 2015. Brązowy medalista igrzysk Wysp Oceanu Indyjskiego w 2023. Czwarty na igrzyskach frankofońskich w 2023 roku.